# Camelophistes falcigera
Camelophistes falcigera är en insektsart som beskrevs av Kenneth Hedley Lewis Key 1994. Camelophistes falcigera ingår i släktet Camelophistes och familjen gräshoppor. Inga underarter finns listade i Catalogue of Life.